# Église Saint-Jean-Baptiste d'Hillion
Pour les articles homonymes, voir Église Saint-Jean-Baptiste.
L'église Saint-Jean-Baptiste est une église catholique située dans la ville de Hillion, en France.

## Localisation
L'église est située dans le département français des Côtes-d'Armor, sur la commune de Hillion.

## Historique
Elle a été construite dès le XIe siècle puis modifiée aux XIVe et XVIIe siècles puis enfin au XIXe siècle.
L'édifice est classé au titre des monuments historiques depuis 1970.

## Caractéristiques
Elle présente un plan en croix latine : nef à trois vaisseaux de trois travées précédée d'une avant-nef, clocher à la croisée de transept et chœur avec bas-côtés de trois travées à chevet plat. Elle est couverte de charpente. L'église a conservé du XIe siècle la partie supérieure des murs de la nef : on voit nettement les petites fenêtres obstruées au nord et au sud, au dessus des grandes arcades. L'arc diaphragme ouest (pignon occidental d'origine de l'édifice roman) est percé d'une petite fenêtre de plein cintre très ébrasée.
Fin XIVe siècle - début XVe siècle, l'édifice est profondément remanié : la nef romane est précédée d'une avant-nef et d'une nouvelle façade ouest et flanquée de bas-côtés. L'ancienne façade ouest et les murs latéraux sont repris en sous-œuvre et percés de grandes arcades en tiers-point. Le transept sud est agrandi. On reconstruit le chœur et la tour de croisée.
Au XVIIe siècle, le bras sud du transept est repris et la tour de croisée reconstruite. Les fenêtres sont reprises au XIXe siècle.

## Mobilier

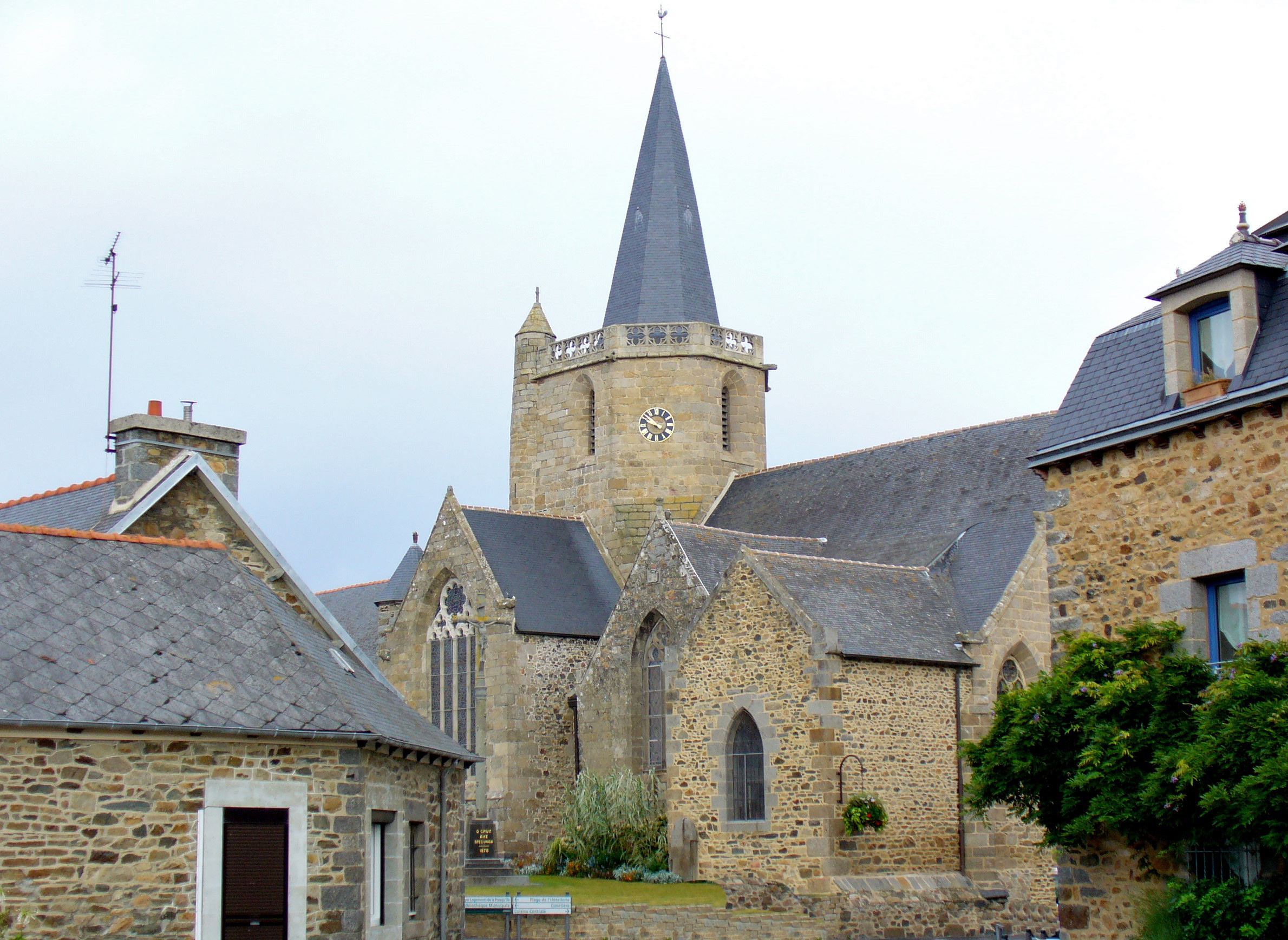